# 尼古拉·鲁哈泽
尼古拉·马克西莫维奇·鲁哈泽（俄语：Николай Максимович Рухадзе，1905年—1955年11月15日）格鲁吉亚人，主持格鲁吉亚大清洗的领导人之一，格鲁吉亚共和国家安全部部长，1952年被捕，1955年被处决。